# Gap (firma)
Gap, Incorporated je americká globální módní značka a oděvní firma, sídlící v San Francisco v USA. Společnost má přes 152 000 zaměstnanců a vydělala kolem 197 milionů dolarů za rok 2008. Gap odkoupila čtyři další oděvní značky - Banana Republic, Old Navy, Piperlime a Athleta. Gap má po celém světě přes 3460 prodejen.

## Historie
Společnost založil v roce 1969 Donald Fisher a Doris Fisherová v americkém městě San Franciscu. Donald zůstal jako ředitel společnosti až do své smrti v roce 2009. Současným prezidentem je Glenn K. Murphy.

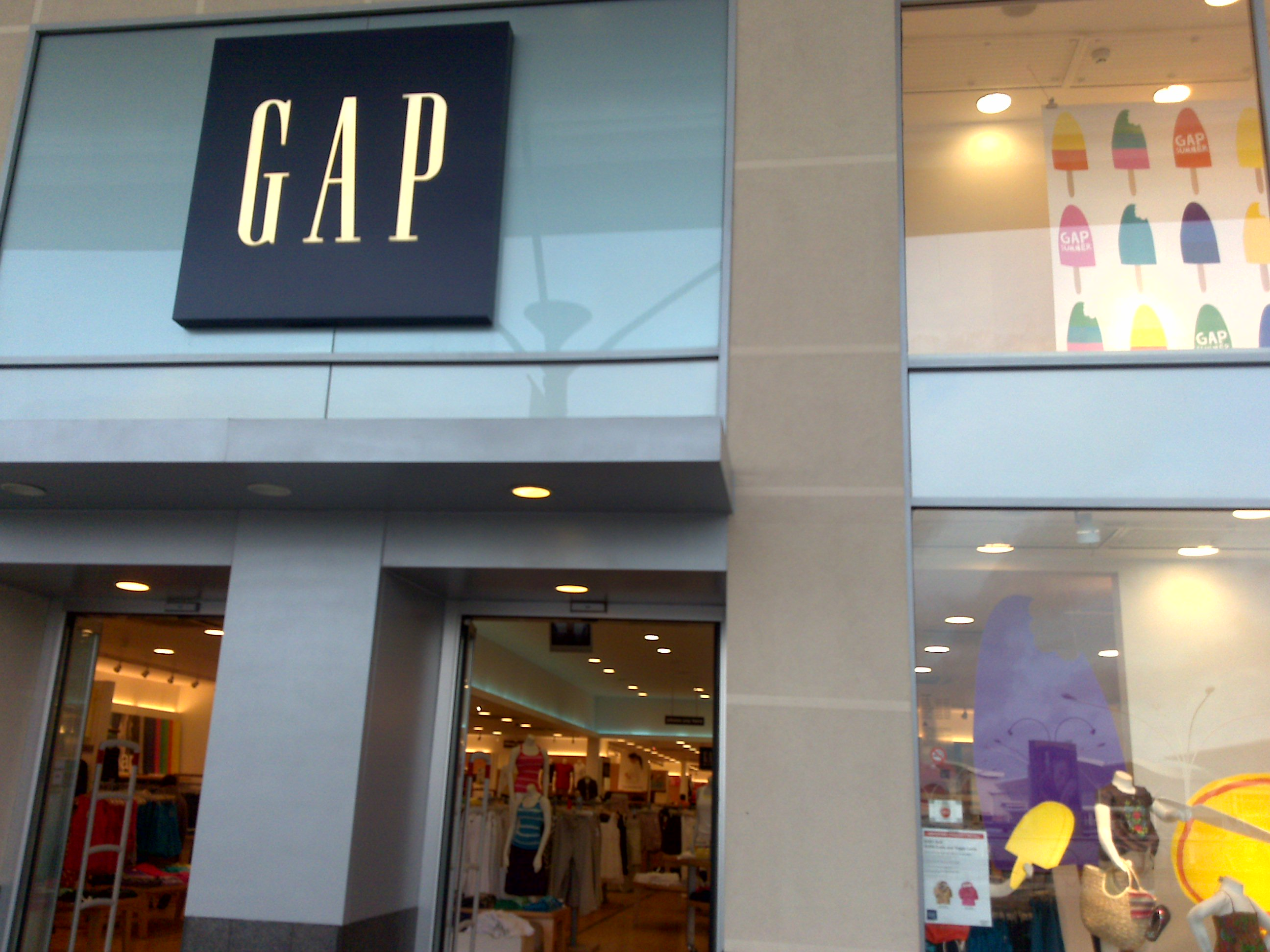
Prodejna Gap

V roce 1969 byl otevřen první obchod na Ocean Avenue v San Franciscu. V letech 1972 - 1973 se společnost rychle rozrůstala.
V roce 1983 Gap odkoupila do té doby málo známou značku Banana Republic. Old Navy se stala součástí Gap v roce 1994. Piperline přibyla do seznamu v roce 2006 a Athleta 2009.
Oddíly Gap jsou tyto:
- Gap (samostatný se dělí na oddělení pánské a dámské)
- Gap Kids (dětské oblečení)
- Gap Outlet
- babyGap (malé děti)
- GapBody
- GapMaternity (těhotné ženy)